# بيستون (بيدفوردشير)
بيستون (بالإنجليزية: Beeston, Bedfordshire)‏ هي قرية تقع في المملكة المتحدة في إنجلترا.